# Aconzarba matercula
Aconzarba matercula is een vlinder van de familie van de uilen (Noctuidae). De wetenschappelijke naam van deze soort is voor het eerst voorgesteld als Erastria matercula door Max Saalmüller in een publicatie uit 1880.
De soort komt voor op Madagaskar.